# Małgorzata Bereza
Małgorzata Bereza (Brzeg Dolny, 21 de julio de 1984) es una deportista polaca que compitió en esgrima, especialista en la modalidad de espada.
Ganó una medalla de plata en el Campeonato Mundial de Esgrima de 2009 y una medalla de plata en el Campeonato Europeo de Esgrima de 2009, ambas en la prueba por equipos.

## Palmarés internacional
| Campeonato Mundial | Campeonato Mundial | Campeonato Mundial | Campeonato Mundial |
| Año                | Lugar              | Medalla            | Prueba             |
| ------------------ | ------------------ | ------------------ | ------------------ |
| 2009               | Antalya (Turquía)  | Medalla de plata   | Espada por equipos |
| Campeonato Europeo |                    |                    |                    |
| Año                | Lugar              | Medalla            | Prueba             |
| 2009               | Plovdiv (Bulgaria) | Medalla de plata   | Espada por equipos |